# William Degouve de Nuncques
William Degouve de Nuncques (Monthermé, 28 de febrero de 1867-Stavelot, 1 de marzo de 1935) fue un pintor belga, representante destacado del simbolismo en su país. 

## Biografía
Su familia pertenecía a la pequeña nobleza francesa, instalada en Bélgica en 1870 huyendo de la Guerra franco-prusiana. Estudió en Bruselas junto a Jan Toorop, con el que compartió taller en Malinas. En 1894 expuso un Paisaje Brabanzón en la Sociedad Nacional de Bellas Artes de París. Estuvo muy vinculado con los poetas de la Jeune Belgique, especialmente Émile Verhaeren, con cuya hermana casó en 1894. Participó en varios movimientos artísticos belgas vinculados al simbolismo, como Les Vingt, la Libre Esthétique o Vie et Lumière. En 1898 realizó su primera exposición individual en Róterdam.
Durante la primera década del siglo XX viajó con frecuencia por Europa (Francia, Italia, Suiza, Alemania, Austria, España) y, en 1914, al estallar la Primera Guerra Mundial, se estableció en Blaricum (Países Bajos). Al acabar la contienda se trasladó a Stavelot, en la provincia de Lieja. En París frecuentó a artistas como Auguste Rodin, Maurice Denis y Pierre Puvis de Chavannes, quienes apoyaron su carrera.
Su obra comprende unos 800 cuadros, además de dibujos y litografías. La parte más interesante de su producción es el período simbolista, en los años 1890. En esta etapa elaboró una serie de paisajes urbanos con preferencia por la ambientación nocturna, con un componente onírico precursor del surrealismo: Ángeles de la noche (1891, Museo Kröller-Müller, Otterlo), Cisne negro (1896, Museo Kröller-Müller, Otterlo), Efecto de noche (1896, Museo de Ixelles), Aurora (1897, Museo de Bellas Artes de Gante).
La mayoría de sus imágenes evocan sueños infantiles, de evocación intimista. En su obra se percibe la influencia de otros artistas simbolistas belgas, como Fernand Khnopff y Xavier Mellery.
Su obra La casa ciega (1892, Museo Kröller-Müller, Otterlo) influyó en El imperio de las luces (1954, Musées Royaux des Beaux-Arts de Belgique, Bruselas) de René Magritte.
Con posterioridad evolucionó hacia un cierto naturalismo. Entre 1900 y 1902 residión en Cataluña y Mallorca, donde influyó en artistas como Joaquim Mir y Sebastià Junyer. En 1902 expuso en la Sala Parés de Barcelona.
El conjunto más amplio de sus obras se conserva en el Museo Kröller-Müller de Otterlo.

## Galería

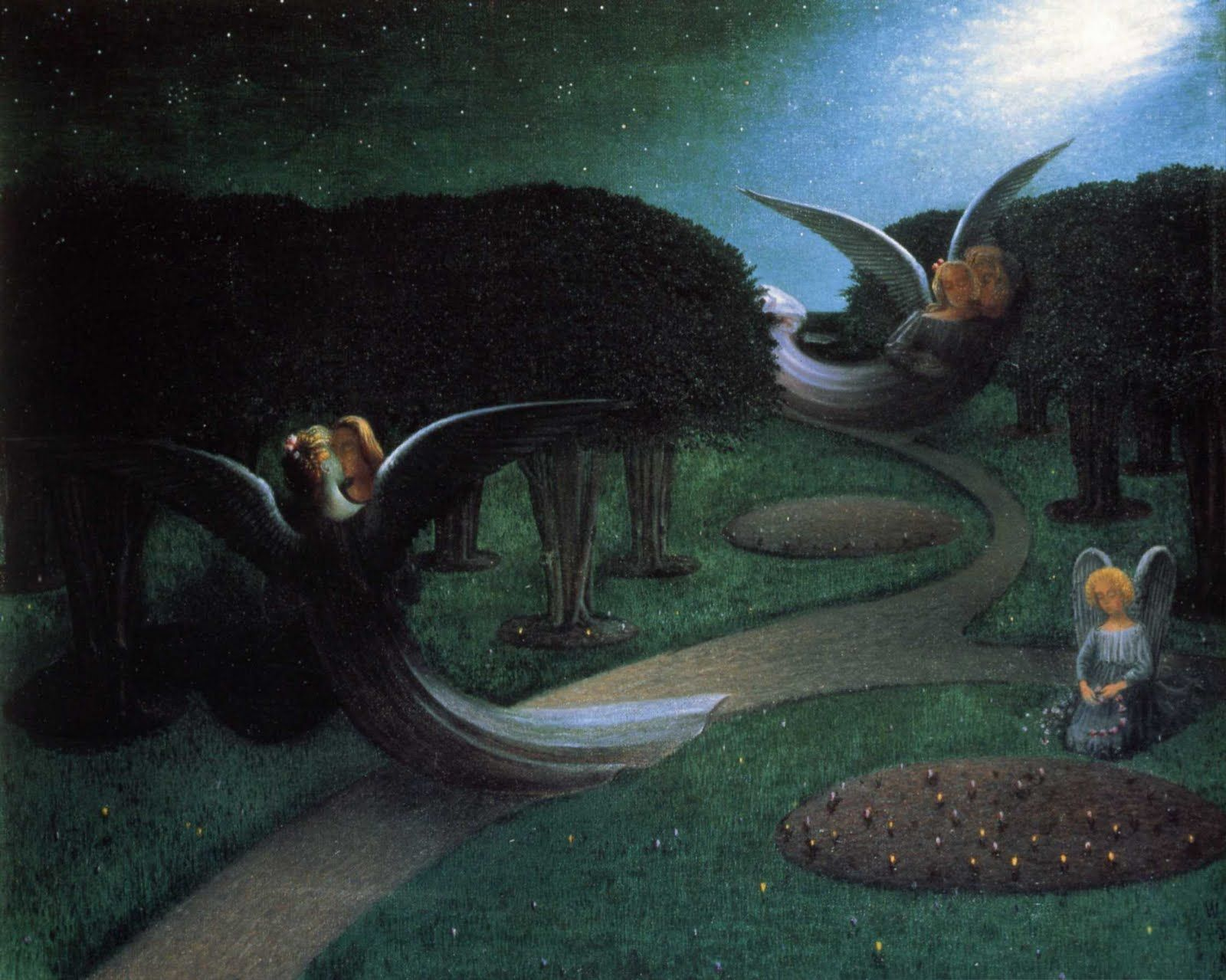
Ángeles de la noche (1891), Museo Kröller-Müller, Otterlo
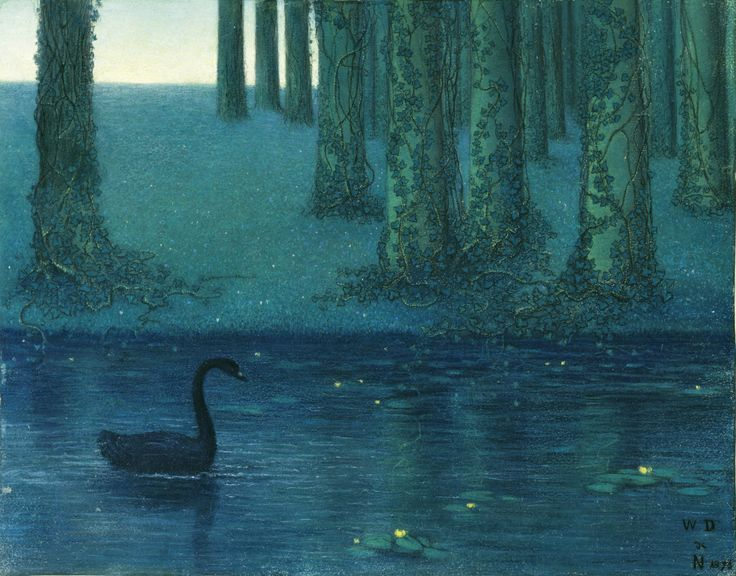
Cisne negro (1896), Museo Kröller-Müller, Otterlo
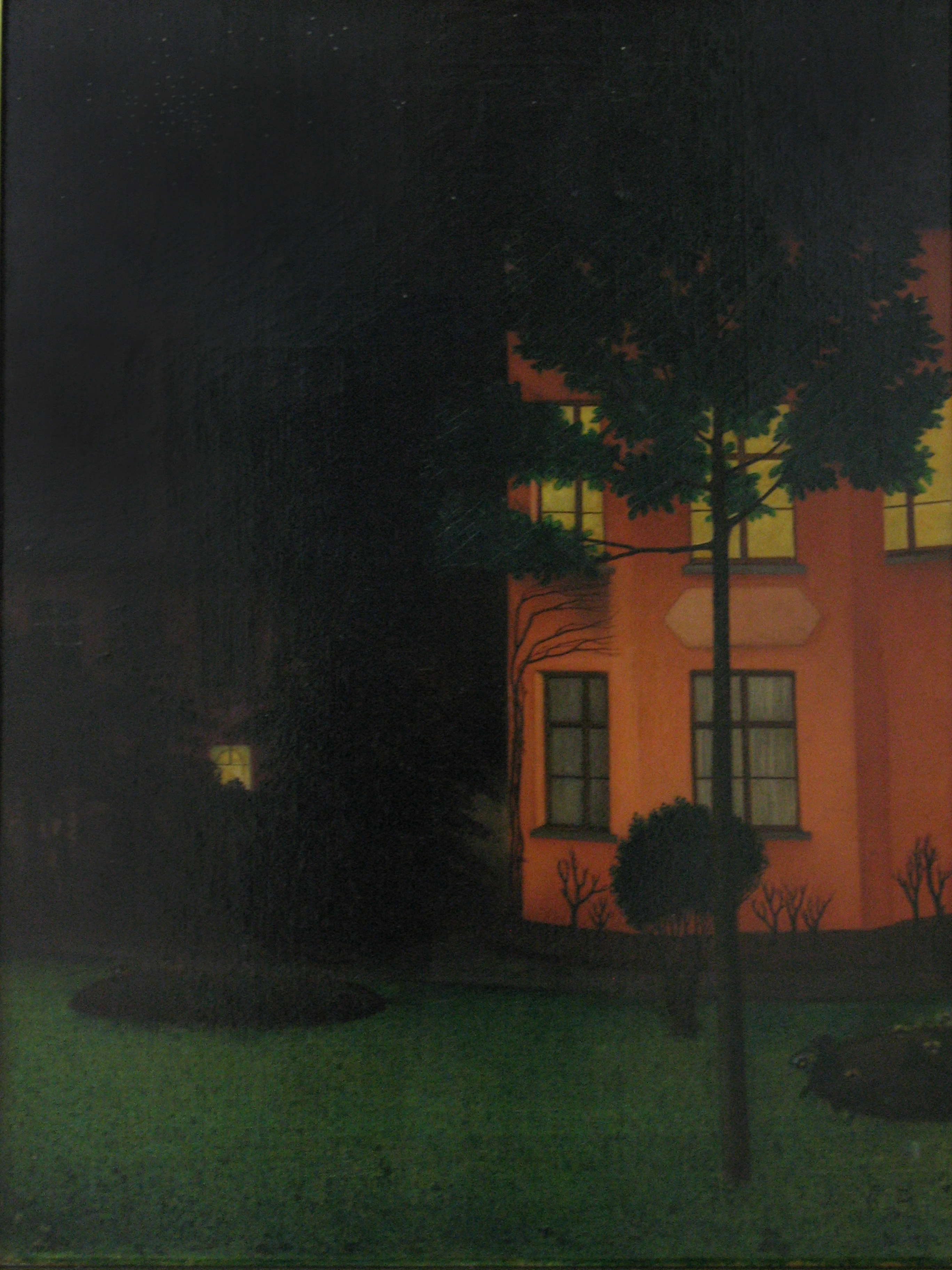
La casa ciega (1892), Museo Kröller-Müller, Otterlo
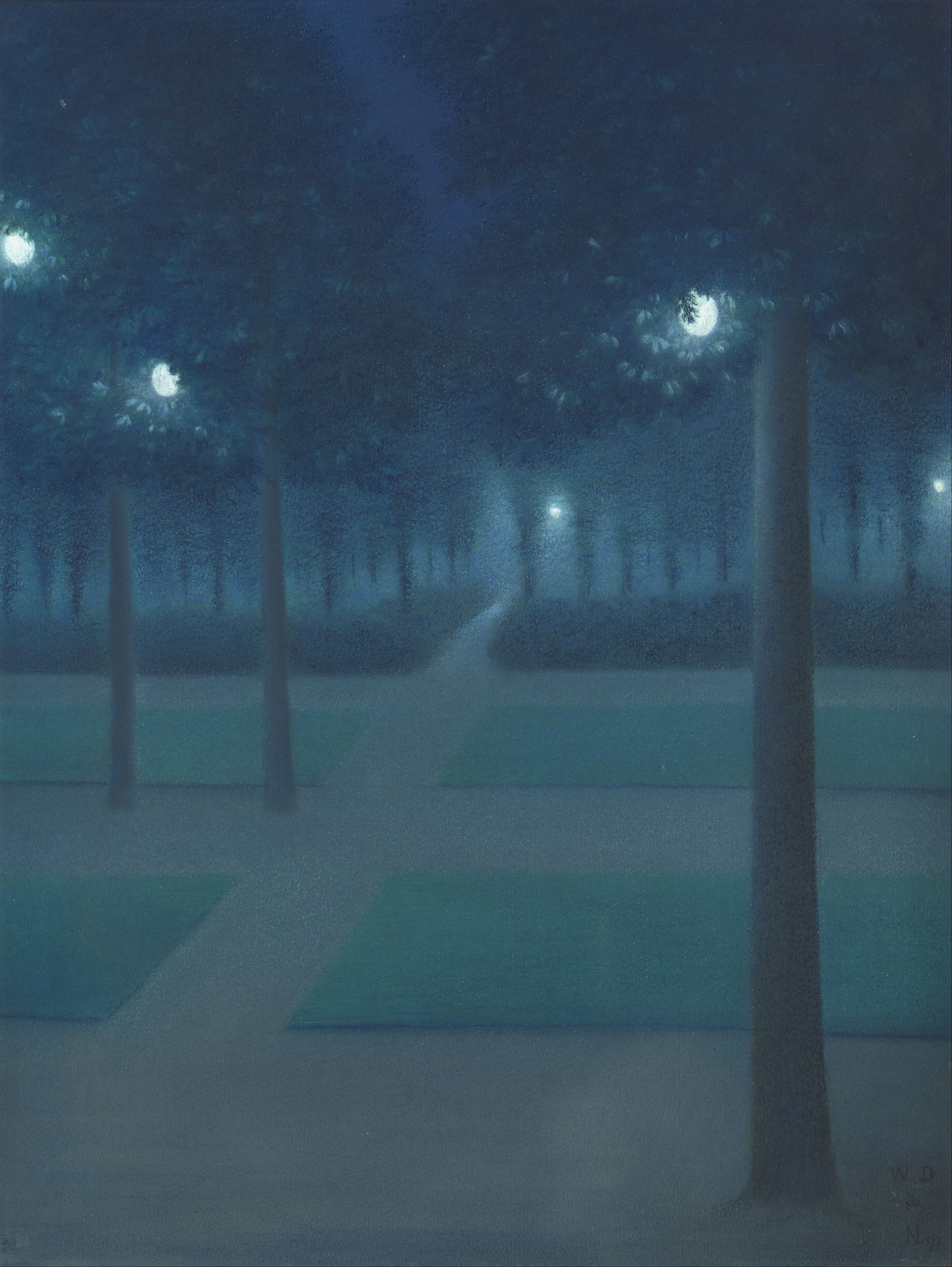
Nocturno en el Parc Royal de Bruselas (1897), Museo de Orsay, París
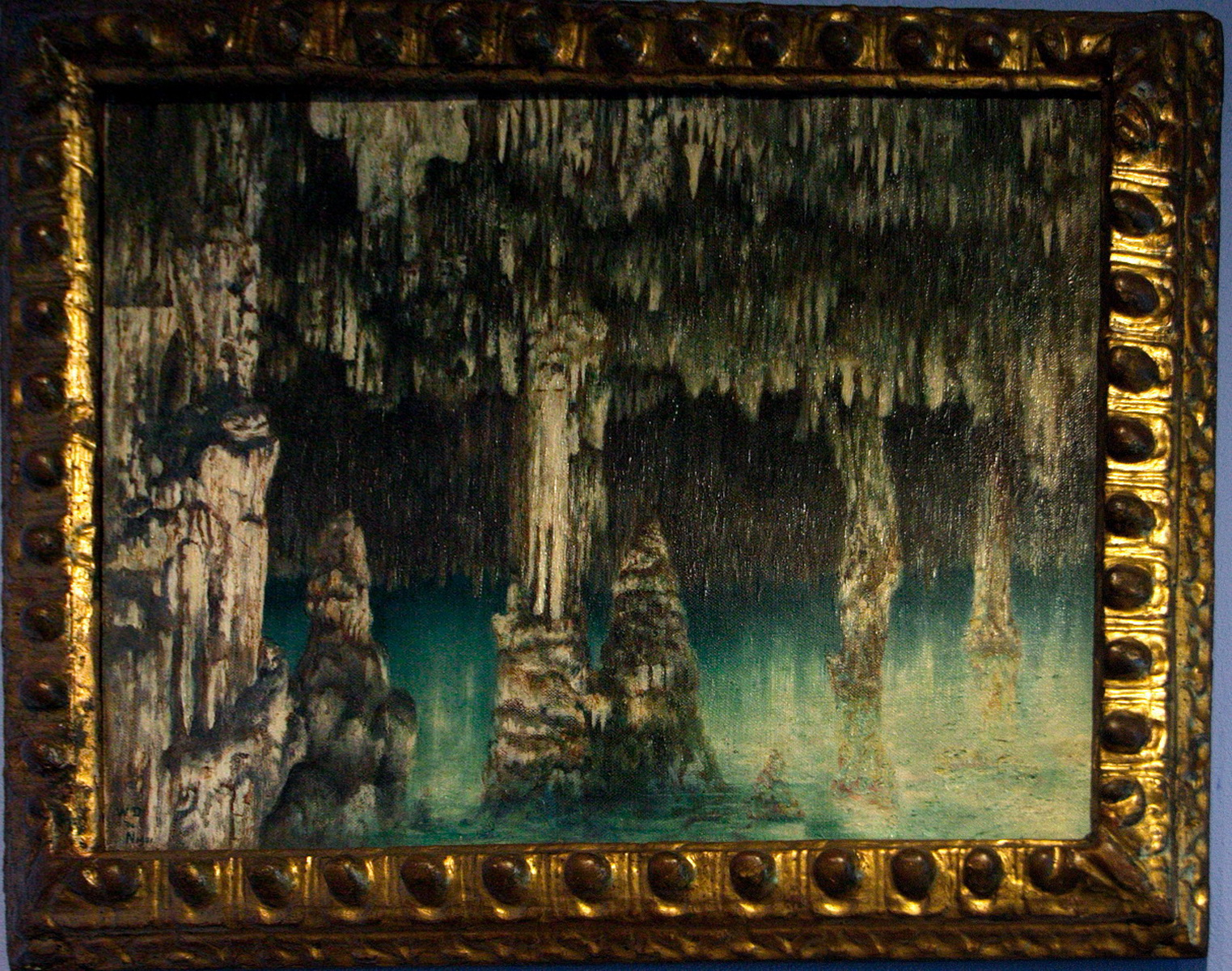
Cuevas de Manacor (1901), Museo Cau Ferrat, Sitges
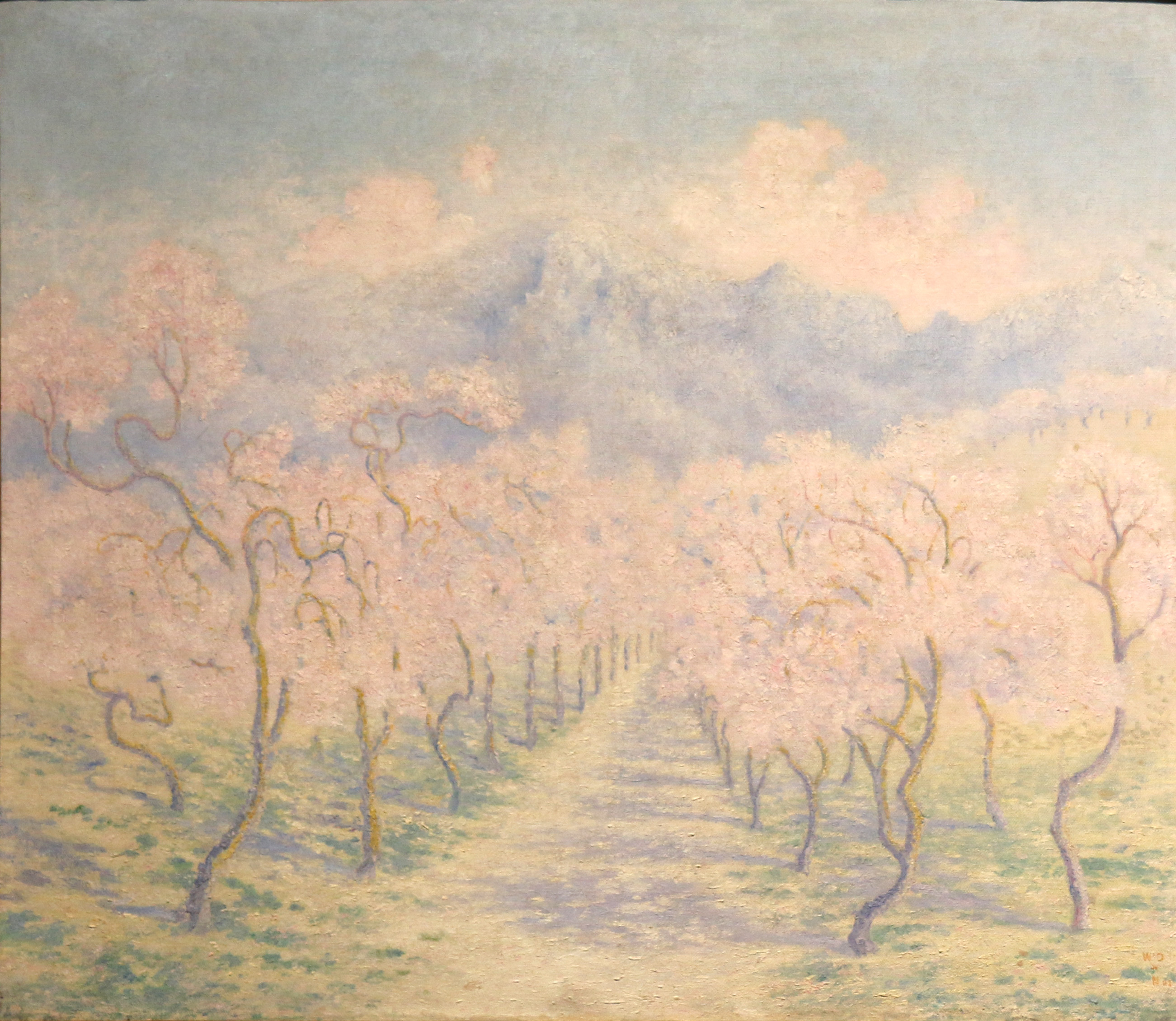
Los almendros (1902), Musées Royaux des Beaux-Arts de Belgique, Bruselas
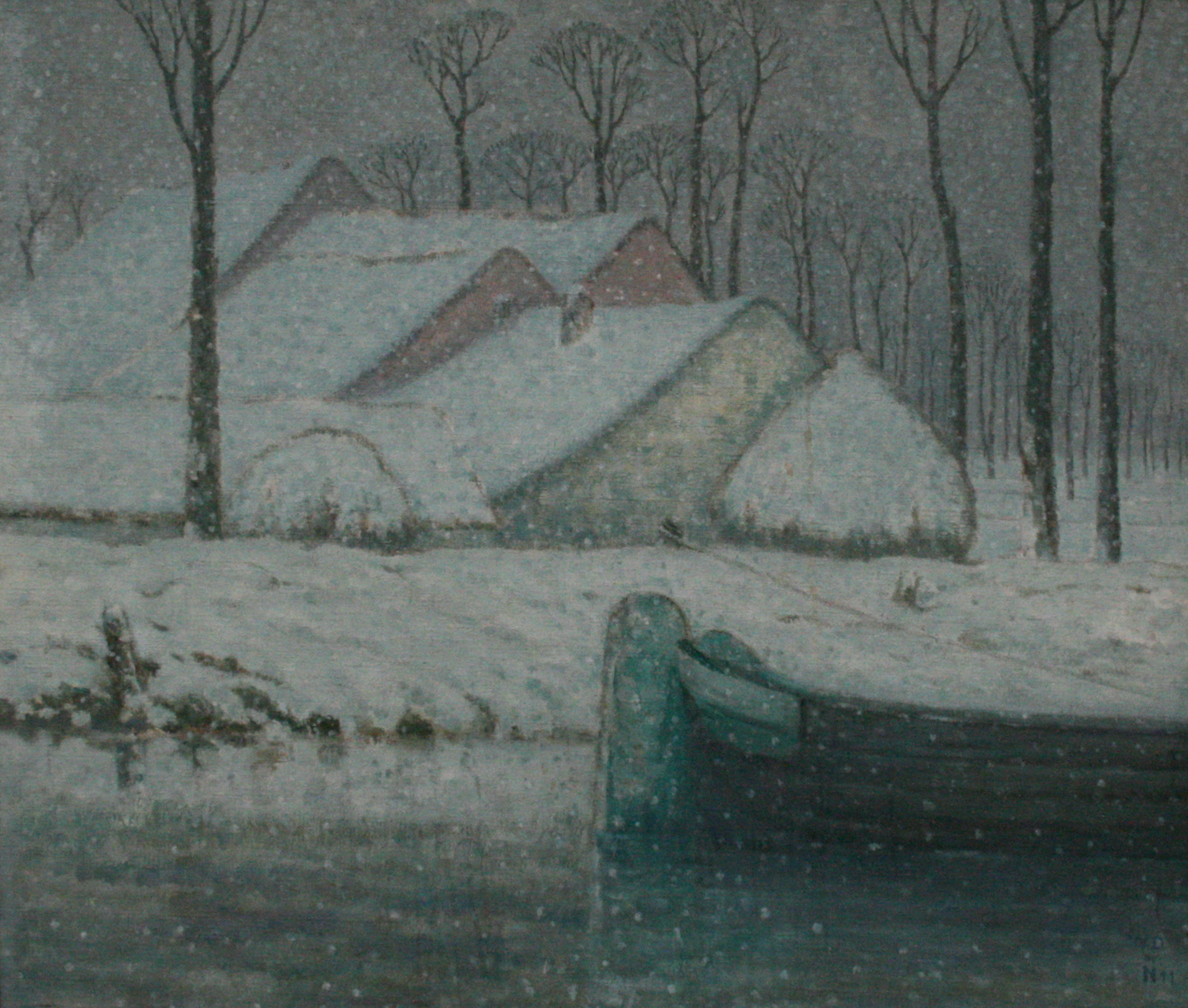
Paisaje nevado con barcaza (1911), Museo Kröller-Müller, Otterlo